# Lansing (Kansas)
Lansing è un comune degli Stati Uniti d'America, situato nello Stato del Kansas, nella Contea di Leavenworth.